# Drosophila miranda
Drosophila miranda är en tvåvingeart som beskrevs av Theodosius Grigorievich Dobzhansky 1935. Drosophila miranda ingår i släktet Drosophila och familjen daggflugor.
Artens utbredningsområde sträcker sig från British Columbia till Idaho och Kalifornien.